# Acacia rugata
Acacia rugata é uma espécie de leguminosa do gênero Acacia, pertencente à família Fabaceae.